# Spheneuolena cuneipennis
Spheneuolena cuneipennis är en tvåvingeart som beskrevs av Friedrich Georg Hendel 1911. Spheneuolena cuneipennis ingår i släktet Spheneuolena och familjen Richardiidae.
Artens utbredningsområde är Bolivia. Inga underarter finns listade i Catalogue of Life.